# 小刺黄瓜
小刺黄瓜（学名：Cucumis anguria）是葫芦科黄瓜属的物种之一，原生于坦桑尼亚至南非一带，被引入到美洲及澳洲。

## 分类
本种有一个受承认的变种：

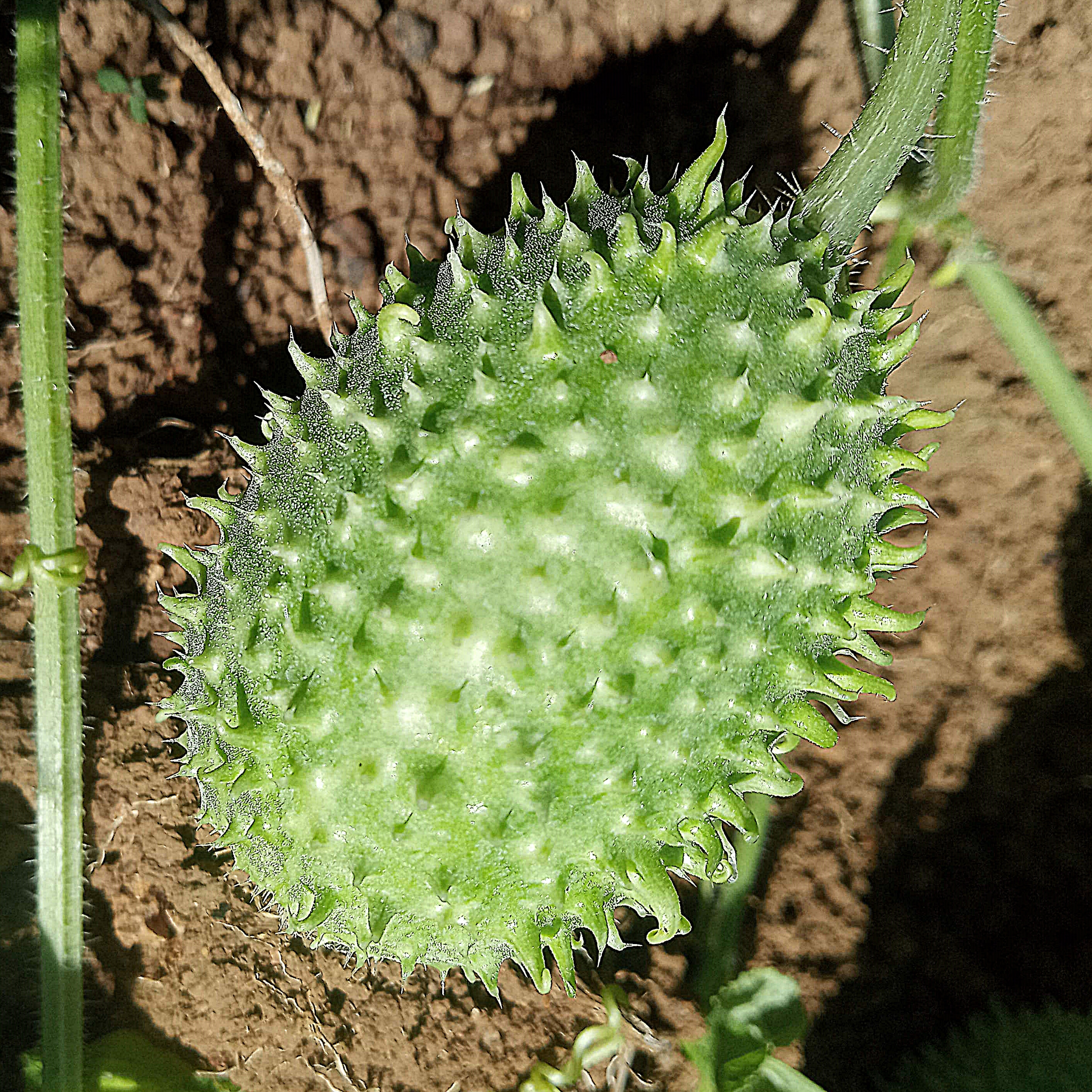
果實

- 长刺小刺黄瓜 Cucumis anguria var. longaculeatus J.H.Kirkbr.